# Campeonato Potiguar 1919
In 1919 werd het eerste Campeonato Potiguar gespeeld voor voetbalclubs uit de Braziliaanse staat Rio Grande do Norte. De competitie werd gespeeld van 22 juni tot 17 augustus en georganiseerd door de Federação Norte-rio-grandense de Futebol. América de Natal werd de kampioen.

## Eindstand
| Plaats | Club             | Wed. | W | G | V | Saldo | Ptn. |
| ------ | ---------------- | ---- | - | - | - | ----- | ---- |
| 1.     | América de Natal | 4    | 2 | 1 | 1 | 4:2   | 5    |
| 2.     | Centro Esportivo | 4    | 1 | 2 | 1 | 7:4   | 4    |
| 3.     | ABC              | 4    | 1 | 1 | 2 | 5:10  | 3    |

|  | Kampioen |

## Kampioen
| Campeonato Potiguar de 1919          |
| Rio Grande do Norte                  |
| ------------------------------------ |
| AMÉRICA DE NATAL Kampioen (1° titel) |